# Агріппа Мененій Ланат (консул 439 року до н. е.)
Агрі́ппа Мене́ній Лана́т (лат. Agrippa Menenius Lanatus; V століття до н. е.) — політик, державний і військовий діяч Римської республіки, консул 439 року до н. е., дворазовий військовий трибун з консульською владою (консулярний трибун) 419 і 417 років до н. е.

## Біографія
Походив з патриціанського роду Мененіїв. Був сином Луція Мененія Агріппи Ланата, консула 440 року до н. е. Про молоді роки його згадок у джерелах немає.

### Консульський термін
439 року до н. е. його було обрано консулом разом з Титом Квінкцієм Капітоліном Барбатом. З 440 року до н. е. в Римі вирував голод й багатий вершник Спурій Мелій, скупивши не тільки усю міську пшеницю, але й задешево зерно в Етрурії, почав її роздавати містянам, намагаючись таким чином купити їхню прихильність і зрештою захопити владу в республіці. За цих обставин було призначено диктатора 80-річного Луція Квінкція Цинцінната, який наказав своєму заступнику — начальнику кінноти Гаю Сервілію Структу Агалі вбити Спурія Мелія, який це зробив особисто.

### Перша трибунська каденція
419 року до н. е. його було вперше обрано військовим трибуном з консульською владою разом з Спурієм Навцієм Рутілом і Публієм Лукрецієм Триципітіном. У Римі запобігли серйозному повстанню рабів, за його видачу преміювали двох інформаторів, надавши їм по 10 тисяч ассів. Того року проводили військові дії проти еквів.

### Друга трибунська каденція
417 року до н. е. його було вдруге обрано військовим трибуном з консульською владою, цього разу разом з Спурієм Ветурієм Рутілом Крассом, Гаєм Сервілієм Аксілою і знову з Публієм Лукрецієм Триципітіном. Ці трибуни мали завдання від римського сенату протидіяти містам Вейї та Фідени, але перемоги не спромоглися.
З того часу відсутні відомості про подальшу долю Агріппи Мененія Ланата. 